# Mrákotín (ort i Tjeckien, Vysočina)
Mrákotín är en köping i Tjeckien.   Den ligger i regionen Vysočina, i den centrala delen av landet, 120 km sydost om huvudstaden Prag. Mrákotín ligger 552 meter över havet och antalet invånare är 909.
Terrängen runt Mrákotín är lite kuperad. Runt Mrákotín är det ganska tätbefolkat, med 52 invånare per kvadratkilometer. Närmaste större samhälle är Telč, 5,6 km öster om Mrákotín. Omgivningarna runt Mrákotín är en mosaik av jordbruksmark och naturlig växtlighet.